# Системи збору і підготовки нафти

Рис. 1. Сучасна централізована система збору нафти.

Рис. 2.

Системи збору і підготовки нафт — складні комплекси нафтопромислового обладнання, що складається з трубопроводів, запірно-регулюючої апаратури, вимірювальних установок, сепараторів, резервуарів.

## Вступ
Ці системи формуються відповідно до Проекту облаштування родовища, що розробляється спеціалізованою проектною організацією (проектним інститутом). Вони забезпечують процес транспортування по трубопроводах нафти, води і газу від свердловин до центрального збірного пункту (ЦЗП).
Видобута з пластів нафта транспортується під дією напору тиску на гирлі свердловин, або перекачується насосами. На деяких родовищах, при горбистому рельєфі місцевості, для транспортування видобутої нафти використовують різницю геодезичних відміток вхідної та вихідної точок трубопроводу.
При збиранні нафти, потрібно вимірювати кількість видобутої продукції по кожній свердловині для одержання інформації необхідної при проектуванні експлуатації свердловин, контролю та регулюванні розробки родовища.
Технологія одержання товарної продукції складається з технологічних процесів сепарації, стабілізації, зневоднення (деемульсації) і знесолення нафти, очищення стічної води від часток емульгованої нафти та механічних домішок, а також осушування (від водяної пари) й очищення (від сірководню та діоксиду вуглецю) нафтового газу.
Первинна підготовка видобутої на промислах нафти зумовлена необхідністю зменшення транспортних витрат, запобігання утворення стійких нафтових емульсій, гідратоутворення в газопроводах, збереження приймальності водонагнітальних свердловин, зменшення корозійного руйнування внутрішньопромислового і заводського обладнання та трубопроводів під час транспортування нафти, газу і води.
Збирання і підготовка нафти — це єдина система технологічних процесів, де збирання поєднується з підготовкою нафти. Сучасна система збирання нафти і попутного газу та їх підготовки — це складний технологічний комплекс трубопроводів та блочного автоматизованого обладнання.
Трубопровідні системи збору і підготовки нафти (нафто-, водо-, газо-, продуктопроводи) становлять основну частину витрат на облаштування нафтових промислів. Їх довжина становить сотні кілометрів на невеликих за площею родовищах, а для значних за розмірами досягає багатьох десятків тисяч кілометрів. Практично всі трубопроводи в системах промислового збору (викидні лінії, збірні та товарні колектори) є підземними напірними системами з робочим тиском від 1–3 МПа.

## Загальний опис
Особливість експлуатації промислових трубопроводів — одночасний сумісний транспорт водонафтогазових сумішей, значна зміна в часі сумарних об'ємів їх транспорту. Технологічні особливості транспортування нафтопромислової продукції, зокрема наявність ускладнень при транспортуванні продукції свердловин, які призводять до зниження їх пропускної здатності, змушують використовувати більший, ніж показують результати розрахунків, їх діаметр.
Усі сучасні технології видобутку, транспортування, підготовки і переробки нафти передбачають необхідність тривалого зберігання нафти й нафтопродуктів у резервуарах. Як правило, для збору, відстою і перекачування нафти на промислі в одному місці встановлюються декілька резервуарів. Така група резервуарів називається резервуарним парком.
Сучасні конструкції резервуарів відзначаються значною різноманітністю їх за матеріалом, формою та способами розміщення. У промисловій практиці видобутку і підготовки нафти використовуються переважно сталеві вертикальні циліндричні резервуари наземного розміщення (РНС).
Резервуари типу РВС (резервуар вертикальний сталевий) виготовляються стандартними об'ємами 100, 200, 400, 700, 1000, 2000, 3000, 5000 і 10 000 м³. Резервуари з мінімальним об'ємом у 100–200 м³ використовуються як вимірні ємності, більші є технологічними або сировинними й товарними.
Обладнання кожного резервуара повинно передбачати безпечну його експлуатацію, можливість наповнення та спорожнення, вимірювання рівня рідини, підтримання внутрішнього тиску в резервуарі в безпечних межах, його зачищення й ремонт.
Світловий люк 2 і люк-лаз 6 потрібні для огляду резервуара та його провітрювання під час ремонту. Приймально-роздавальні патрубки 1, 7 забезпечують операції із заповнення й звільнення резервуара від рідини. Вони повинні передбачати ламінарний рух рідини всередині резервуара, відсутність розбризкування та інтенсивного перемішування. Усередині резервуарів можуть монтуватися змійовики для підігрівання продукції паром, а в технологічних резервуарах — пристрої для покращення умов підготовки нафти.
Особливе значення при зберіганні нафти і нафтопродуктів має герметизація резервуарів, відсутність прямого контакту їх газового середовища з атмосферою. Для цього всі резервуари повинні бути обладнані дихальними клапанами.
Ці клапани виготовляються у вигляді тарілок, відповідно відтарованих, які піднімаються з клапанного гнізда вгору під дією перепаду тиску, а опускаються під власною вагою, коли надлишковий тиск чи вакуум у резервуарі досягає норми.

## Промислові системи збирання нафти

Рисунок 3. Типові технологічні системи збирання нафти на промислах
а — самопливна двотрубна система: 1 — свердловини;
2, 5 — сепаратори; 3 — регулятор тиску; 4 — газопровід;
6 — резервуари; 7 — насос; 8 — нафтопровід;
б — високонапірна система: 1 — свердловини; 2 — нафтогазопровід;
3, 4 — сепаратори; 5 — регулятор тиску, 6 — резервуар;
в — напірна система: 1 — свердловини; 2, 7 — сепаратори;
3 — регулятор тиску; 4 — газопровід; 5 — насос; 6 — нафтопровід;
8 — резервуар

Рисунок 4. Схема збирання нафти з попереднім скиданням води
1 — продуктивний пласт; 2 — занурений насос; 3 — насосно-компресорні труби; 4 — обсадна колона; 5 — гирло видобувної свердловини; 6 — групова вимірювальна установка; 7 — кущова насосна станція; 8 — установка попереднього скидання води; 9 — дотискна насосна станція; 10 — газозбірна мережа; 11 — промисловий трубопровід; 12 — центральний пункт збору і підготовки продукції; 13 — вузол підготовки води; 14 — нагнітальний трубопровід;
15 — обсадна колона нагнітальної свердловини; 16 — насосно-компресорні труби; 17 — пакер; 18 — продуктивний пласт

Рис. 5. Сучасна централізована система збору нафти: о — видобувні
свердловини; Δ — нагнітальні свердловини

Пластова продукція, піднята із свердловин, розосереджених на великих територіях, має бути зібрана та оброблена відповідно з вимогами до товарної нафти і товарного газу.

### Загальний опис
Система збирання та підготовки пластової продукції включає такі базові елементи:
- викидні шлейфи (трубопроводи) та промислові збірні мережі / колектори;
- обладнання для вимірювання дебіту кожної свердловини;
- дотискні насосні станції (ДНС), або дотискні компресорні станції (ДКС);
- установки комплексної підготовки нафти УКПН (газу УКПГ);
- сепаратори різного призначення, підігрівачі, резервуари, відстійники та інше обладнання для відокремлення газу і води від нафти.

Кожне нафтогазове родовище має свої відмінності, пов'язані з властивостями пластової продукції, умовами експлуатації свердловин, географічним характером місцевості тощо, тому у кожному окремому випадку технологічні схеми систем збирання нафти і газу обґрунтовуються техніко-економічними розрахунками. Великі централізовані пункти збору економічно вигідні, оскільки вони дозволяють знизити втрати легких фракцій нафти та забезпечити більш поглиблену її підготовку.
Існують різні системи нафтогазозбирання, які можна класифікувати за наступними ознаками:
- за рівнем герметизації: системи поділяються на відкриті (застосовувалися на ранніх етапах нафтовидобутку) і герметизовані, зокрема одно- та двотрубні;
- за величиною напору: самопливні, низьконапірні і високонапірні;
- за типом замірно-сепараційних установок: системи збирання з індивідуальними замірними установками (ІЗУ) або з груповими замірними установками (ГЗУ).

На рисунку 3 наведено типові схеми збирання нафти на промислах.
Самопливна двотрубна система (рис. 3, а) передбачає наявність наступних процесів:
- відділення на газорідинному сепараторі 2 нафтового газу та його подальше транспортування за рахунок тиску в сепараторі (0,5–0,6 МПа) на ГПЗ (або на ДКС);
- транспортування рідкої фази (водонафтова суміш) із залишковим розчиненим газом на сепаратор другого ступеня, де відбувається вторинна дегазація і транспортування газу на власні потреби, а нафта з водою самопливом надходить в резервуари дільничного збірного пункту (ДЗП). Далі нафта з водою транспортується на центральний пункт збору (ЦПЗ) та надходить на установки комплексної підготовки (УКПН), де відбувається підготовка товарної нафти.

Недоліком самопливної двотрубної системи є низька швидкість руху продукції трубами, що призводить до запарафінювання трубопроводів та накопичення у них газів.
Високонапірна система збирання (рис. 3, б) передбачає однотрубний транспорт спільно газової та рідкої фаз на значну відстань за рахунок високих гирлових тисків. Подібна система збирання дозволяє відмовитися від дільничних збірних пунктів, тобто сконцентрувати технологічне обладнання та перенести всі роботи з сепарації нафти від газу і води на ЦПЗ. Це дозволяє знизити металоємність нафтогазозбірної мережі, виключити необхідність будівництва насосних станцій на промислах, спростити процес утилізації попутного газу.
Недоліки високонапірної системи: через високий вміст газу в продукції, що транспортується, виникають пульсуючі удари в трубопроводах, що викликає їх руйнування і погіршує роботу контрольно-вимірювальних приладів (КВП). Високонапірна система збору ефективна за наявності високих пластових (гирлових) тисків.
Напірна система збирання (рис. 3, в) передбачає також однотрубний транспорт за рахунок високого гирлового тиску газорідинної суміші на дільничні збірні пункти (ДЗП), які можуть розташовуватися від свердловин на значних відстанях до 5–7 км, відділення на ДЗП газу від рідкої фази (перший ступінь сепарації) та його транспортування на ГПЗ. На ДНС, що також розташовуються на ДЗП, рідка фаза стискається насосами до необхідного тиску і транспортується на ЦПЗ та УКПН для підготовки товарної нафти.
Переваги напірних систем збирання в тому, що вони дозволяють сконцентрувати на ЦПЗ високопродуктивне обладнання, що знижує витрати металу, капіталовкладення та експлуатаційні витрати. Зменшуються також і енерговитрати, оскільки нафта, що перекачується, після першого ступеня сепарації на ДЗП матиме меншу в'язкість.
Недоліком такої системи є великі енерговитрати, так як необхідно перекачувати від ДЗП до ЦПЗ нафту разом з пластовою водою, а потім перекачувати воду назад до свердловин для підтримання пластового тиску (ППТ).
На даний час застосовують досконаліші системи збирання, в яких недоліки попередніх систем збирання і підготовки враховані. На рисунку 4 наведено схему збирання, при якій основна кількість пластової води відокремлюється на ДЗП шляхом розміщення на загальному майданчику з ДНС установок попереднього скидання води (УПСВ). Така система збирання дозволяє відокремити на ДЗП основну кількість (до 90 %) попутної води від нафти. На ЦПЗ відбувається відділення води, що залишилася, і перекачування її на КНС, а також повна підготовка товарної нафти.

### Блокова кущова насосна станція (БКНС)
Блокова кущова насосна станція (БКНС) є важливою складовою централізованої системи збору нафти на промислі. 
БКНС - це комплексна насосна станція, яка складається з насосних агрегатів, трубопроводів, вузлів управління та інших технічних компонентів. Вона розташована на місці збору нафти та використовується для перекачування нафтової продукції з джерела видобутку до центрального пункту збору або інших насосних станцій у системі транспортування.
Роль БКНС у системі збору нафти:
- 1 Підвищення тиску:

Основною функцією БКНС є перекачування нафтової продукції з низького тиску, яке видобувається на посадковому місці, до вищого тиску, який необхідний для подальшого транспортування. БКНС забезпечує підвищення тиску для програвання нафти через трубопроводи до місця подальшої обробки або транспортування.
- 2 Підтримка стабільного потоку:

БКНС допомагає забезпечити стабільний потік нафтової продукції шляхом регулювання робочого тиску та витрати. Це дозволяє уникнути виникнення гідродинамічних перешкод, зменшує ризик втрати продукції та підтримує ефективність системи збору нафти.
- 3 Розподіл та керування потоками:

БКНС виконує функцію розподілу та керування потоками нафтової продукції. Вона може мати кілька насосних агрегатів, які забезпечують перекачування продукції з різних джерел або в різних напрямках. Це дозволяє оптимізувати процес збору нафти та забезпечити ефективне використання ресурсів.
- 4 Моніторинг та управління:

БКНС зазвичай оснащена системами моніторингу та управління, що дозволяють контролювати параметри роботи станції, такі як тиск, витрата, температура тощо. Це дозволяє операторам в реальному часі відстежувати та контролювати процес перекачування, а також вчасно реагувати на будь-які відхилення чи проблеми.
- 5 Безпека та захист:

БКНС має важливе значення для забезпечення безпеки в системі збору нафти. Вона обладнана системами аварійного відключення, захисту від перевантаження, витікання нафтової продукції та іншими заходами безпеки, що допомагають запобігти аварійним ситуаціям та забезпечити безпеку персоналу та довкілля.
Загалом, БКНС відіграє ключову роль у системі збору нафти, забезпечуючи підвищення тиску, стабільний потік, розподіл та керування нафтовою продукцією, моніторинг та управління, безпеку та захист. Вона є необхідною для оптимізації процесів збору нафти, підтримки ефективності та забезпечення безпеки нафтового підприємства.

## Промислові споруди для збору нафти на промислах
Нафтові промисли мають складне й різноманітне господарство. Споруди і комунікації, що входять до їх складу, можна умовно розділити на основні та допоміжні.
До основних споруд відносять експлуатаційні свердловини з їх обладнанням, нафто- і газозбірні мережі з установками зі збору нафти й газу, резервуарні парки, компресорні станції, нафтоперекачувальні станції, газорозподільні вузли, установки зі зневоднення, знесолення та стабілізації нафти, газобензинові заводи.
До допоміжних споруд належить система електроживлення, водопровідні мережі з водоносними станціями, а також механічні й електроремонтні майстерні тощо.
Конфігурація та потужність промислових споруд на промислах різні й залежать від геолого-експлуатаційної характеристики
родовища.
Первинними наземними спорудами на промислах є об'єкти системи збору нафти і газу та їх транспортування до установок комплексної підготовки.
Постійним супутником нафти є попутний нафтовий газ, який має бути відділений від нафти перед закачуванням у промислові резервуари. Піднята зі свердловини нафта часто буває змішана з пластовою мінералізованою водою. Утворені нафтоводяні емульсії необхідно зруйнувати, а воду видалити з нафти.
Тому нафтозбірні системи на промислах складаються з окремого обладнання, обв'язаного між собою сталевими трубопроводами для вимірювання продукції свердловин, відділення попутного газу від нафти, зневоднення і знесолення та стабілізації нафти, збору і зберігання та вимірювання кількості товарної нафти, перекачування нафти і газу споживачам.
Первинний збір продукції свердловин, її вимірювання та відділення газу від нафти відбувається в спеціальних автоматизованих групових вимірювальних установках (АГВУ). Основними елементами, АГВУ як правило, є розподільні батареї, що служать для перемикання продукції свердловин, мірники, автоматичні вимірні установки «Супутник» та сепараційні установки.
На рис. 1 показана схема сучасної централізованої системи збору нафти.
Згідно зі схемою, продукція свердловин за рахунок тиску на їх викиді направляється спочатку на автоматизовані групові вимірні установки АГВУ і далі — на центральний пункт збору. Тут, у газосепараційних установках (ГСУ), газ відділяється від рідини та подається на газопереробний завод, а рідина надходить до установки комплексної підготовки нафти (УКПН).
Попутна пластова мінералізована вода після відділення від нафти, проходить очищення на установці підготовки води (УПВ) і надходить у систему підтримання пластового тиску для закачування в пласт на блоковій кущовій насосній станції (БКНС).

## Інтернет-ресурси
- Навчальний фільм 43 хв
- Навчальний фільм 25 хв
- Навчальний фільм (загальна характеристика і огляд) 6 хв
- Навчальний фільм 28 хв